# Kanton Betz
Kanton Betz (fr. Canton de Betz) byl francouzský kanton v departementu Oise v regionu Pikardie. Skládal se z 25 obcí. Zrušen byl po reformě kantonů 2014.

## Obce kantonu
- Acy-en-Multien
- Antilly
- Autheuil-en-Valois
- Bargny
- Betz
- Bouillancy
- Boullarre
- Boursonne
- Brégy
- Cuvergnon
- Étavigny
- Gondreville
- Ivors
- Lévignen
- Mareuil-sur-Ourcq
- Marolles
- Neufchelles
- Ormoy-le-Davien
- Réez-Fosse-Martin
- Rosoy-en-Multien
- Rouvres-en-Multien
- Thury-en-Valois
- Varinfroy
- La Villeneuve-sous-Thury
- Villers-Saint-Genest